# (38195) 1999 LD14
1999 LD14 (asteroide 38195) é um asteroide da cintura principal. Possui uma excentricidade de 0.21267910 e uma inclinação de 6.96772º.
Este asteroide foi descoberto no dia 9 de junho de 1999 por LINEAR em Socorro.